# 許毓仁
許毓仁（1978年7月19日—）是中華民國的創業家與政治人物，台灣高雄市出生，中國國民黨籍的第九屆立法委員，中華民國空軍義務役退伍，曾任立法委員（第九屆第一會期進入司法及法制委員會、第九屆第三會期進入國防及外交委員會）、TEDxTaipei共同創辦人。

## 教育
在國立政治大學主修英國語文學系，副修新聞學系，並赴澳洲蒙納許大學交換學生一年，精通英文與西班牙文，23歲那年，進行了中南美洲遊歷。

## 工作
2020年9月1日，許毓仁出任新竹攻城獅領隊。
許毓仁於2020立委卸任後赴美國哈佛大學甘迺迪學院當訪問學者，並於2024年開始加入華府的著名智庫哈德遜研究所 (Hudson Institute)擔任客座研究員。

## 創立TEDx Taipei
許毓仁表示：「在創業的過程中，常常要想出100個主意，卻又常被推翻掉，最後只能留下1個，而且也不知道會不會成功。」當他得到美國的大學室友邀請成為創業夥伴後，便在舊金山朋友創立的Mac軟體銷售網站，透過舉辦活動、拆帳等方式，與6000個以上的開發者，產生緊密合作關係。
許毓仁從2008年開始，寫信給在美國總部的TED，爭取在台灣舉辦TED活動的授權。
一直無法成功取得TED品牌授權，許毓仁轉而在2008年以講座方式，傳達新理念，所以與夥伴共同創立大哉問股份有限公司，舉辦大哉問論壇The Big Question Conference。
TED在2009年決定開放全球授權的「TEDx」計畫，由許毓仁取得授權，成為亞洲第一個得到授權的城市。
TEDx Taipei創立初期，團隊組成僅有全職編制3人，加上兼職人力2人，因為華山文創園區（台灣文創發展基金會）贊助辦公室才有了「基地」。

## 舉辦亞洲區塊鏈高峰會
許毓仁表示：「目前台灣的區塊鏈產業還沒落後世界太多，這場會議就是要讓國際知道台灣也是有充沛的區塊鏈動能，而且在法規與制度有更大的發展與試驗空間，是最好的孕育之地。我們也希望藉由這一次的區塊鏈高峰會，能讓台灣站上世界的舞台。」透過行動讓台灣接軌國際。

於2018年舉辦亞洲區塊鏈高峰會（Asia Blockchain Summit,ABS），邀請全球30個國家的區塊鏈專家、立法單位人員針對區塊鏈技術、特質、法規監管進行探討，台灣政府單位代表為時任金融監督管理委員會主委顧立雄、時任國家發展委員會主委陳美伶、時任科技部政務次長許有進、時任經濟部常務次長王美花等，都參與亞洲區塊鏈高峰會，親為峰會開幕致詞。

## 2016年立法委員

### 同性婚姻議題
許毓仁是國民黨內少數高度關注同性戀平權議題的立委之一，他認為專法是差異性立法，需要說明為何不可修民法，他亦在立法院國是論壇上表示，同志在台灣長久以來不受法律保護，因此在生活上有很多困難，無法同性結婚、無法合法收養小孩、無法在臨終救濟時替伴侶做決定，雖有11縣市依規定辦理「關係人」證明，但不具法律效益，「對同志保障幾乎沒有，形同一張廢紙」。
2019年5月17日，許毓仁在表決中支持司法院釋字第七四八號解釋施行法，促成台灣同性婚姻入法。
然而許毓仁在在政院版同婚專法逕付二讀的表決當日未出席，引起爭議。

### 推動金融科技創新法案
許毓仁任內積極推動金融科技相關法案，提案「金融科技創新實驗條例草案」 （页面存档备份，存于），並參與區塊鏈相關大型活動（聯合國區塊鏈高峰會、BlockCity、ABS）、舉辦公聽會。

### 推動區塊鏈連線暨產業自律組織
許毓仁於立法院成立「區塊鏈連線暨產業自律聯盟」(TCBSRO)，他認為區塊鏈應用相關產業發展，將影響國際間的經濟走勢，臺灣值得扶植與推動立法規範、使產業健全。政務委員蔡玉玲、學界代表政治大學副校長王儷玲、台灣交易所業者Maicoin、金融科技協會理事長王可言等100多位產官學代表都一起參與，共同呼籲產業自律。

## 爭議
- 許毓仁所舉辦的亞洲區塊鏈高峰會，活動贊助方案高達上百萬，門票也是萬元起跳。財務問題事後遭到網友質疑，因此爭議事件，成為第一位被寫進區塊鏈的立委。[18]後來該刊貼出道歉啟事，向許毓仁立委、遊戲橘子及秘銀等其他共同參與的夥伴與台灣區塊鏈社群致上十二萬分歉意，並承諾日後會改善流程，特別針對指涉性發文詳盡查證之責。[19]
- 許毓仁於「司法院釋字第748號解釋施行法」進行表決院會前，在臉書上回覆網友說「當務之急是搶救將送入立院二讀的專法 謝謝您」。然而他在政院版同婚專法逕付二讀的表決當日並未出席，他表示「沒去投票不代表反對」，未來黨團協商時會提出修正動議。[11]

## 外部連結
- 許毓仁的Facebook專頁
- 許毓仁官方網站